# Cookie's Fortune
Cookie's Fortune es una película cómica de 1999, dirigida por Robert Altman y protagonizada en un reparto coral formado por Patricia Neal, Charles S. Dutton, Julianne Moore, Glenn Close, Liv Tyler y Chris O'Donnell. Retrata la vida en un pequeño pueblo del sur de Estados Unidos: Holly Springs en el condado de Marshall (Misisipi), en donde fue filmada la mayor parte de la película. El curioso guion de Anne Rapp ofrece todo lo propio de una comedia y, a la vez, un intenso desarrollo de las vidas de los seis personajes.

## Trama
Una viuda adinerada de un pequeño pueblo de Misisipi, Jewel-Mae "Cookie" Orcutt, vive acompañada de Willis, un empleado negro. Incapaz de superar la muerte de su marido, decide tomar una de las pistolas de su difunto esposo Buck del gabinete de armas para suicidarse. Su cadáver es descubierto por su pretenciosa sobrina dramaturga, Camille (Glenn Close) y por su excéntrica y tímida hermana menor, Cora (interpretada por Julianne Moore), quienes conspiran para que el suicidio parezca un asesinato a fin de preservar la reputación de la familia y establecerse cómodamente en la mansión de la familia. La familia de excéntricas se completa con la díscola hija de Cora, Emma (Liv Tyler). Chris O'Donnell interpreta al ex carcelero de Emma, Jason. 
El principal sospechoso del supuesto asesinato es Willis (Charles S. Dutton), el ayudante de Cookie, quien había estado limpiando las armas la noche previa a la muerte de Cookie. Lo que sigue es una historia muy interesante de cómo un incidente chocante trastorna a un grupo de bichos raros de un pueblo pequeño. El reparto también incluye a Ned Beatty, Courtney B. Vance y a Lyle Lovett.

## Reparto
- Glenn Close como Camille Dixon.
- Julianne Moore como Cora Duvall.
- Liv Tyler como Emma Duvall.
- Chris O'Donnell como Jason Brown.
- Charles S. Dutton como Willis Richland.
- Patricia Neal como Jewel Mae "Cookie" Orcutt.

## Premios y nominaciones
- Robert Altman recibió el Premio del Gremio de Deutsche Art-House-Kinos en el Festival Internacional de Cine de Berlín de 1999. Posteriormente, fue nominado para el Oso de oro en el mismo festival.
- Julianne Moore ganó el premio a la Mejor Actriz de Reparto en el Dallas-Fort Worth Film Critics Association Award de 2000.
- La guionista Anne Rapp fue nominada al Premio Edgar Allan Poe.